# Mexican Summer
Mexican Summer  es una compañía discográfica independiente estadounidense fundada en el 2009 por Keith Abrahamsson y Andres Santo Domingo.
La discográfica se encarga de promover artistas del rock, indie rock e incluso habiendo artistas ligados al heavy metal, al igual que aborda artistas en la actualidad como parte del seguimiento de culto.
La revista "T" de la reconocida empresa periódica estadounidense The New York Times mencionó este dicho sobre la discográfica diciendo lo siguiente: "un bastión del pop, rock y experimental, sin mencionar un modelo para la publicación de música exitosa en el siglo XXI".

## Algunos artistas de la discográfica
- Best Coast
- Dungen
- Marissa Nadler
- Peaking Lights
- Real Estate
- The Soft Pack
- Washed Out